# L’Emigrant
L’Emigrant (deutsch: Der Auswanderer) ist ein katalanisches Lied, das die Sehnsucht und das Heimweh der Auswanderer besingt.

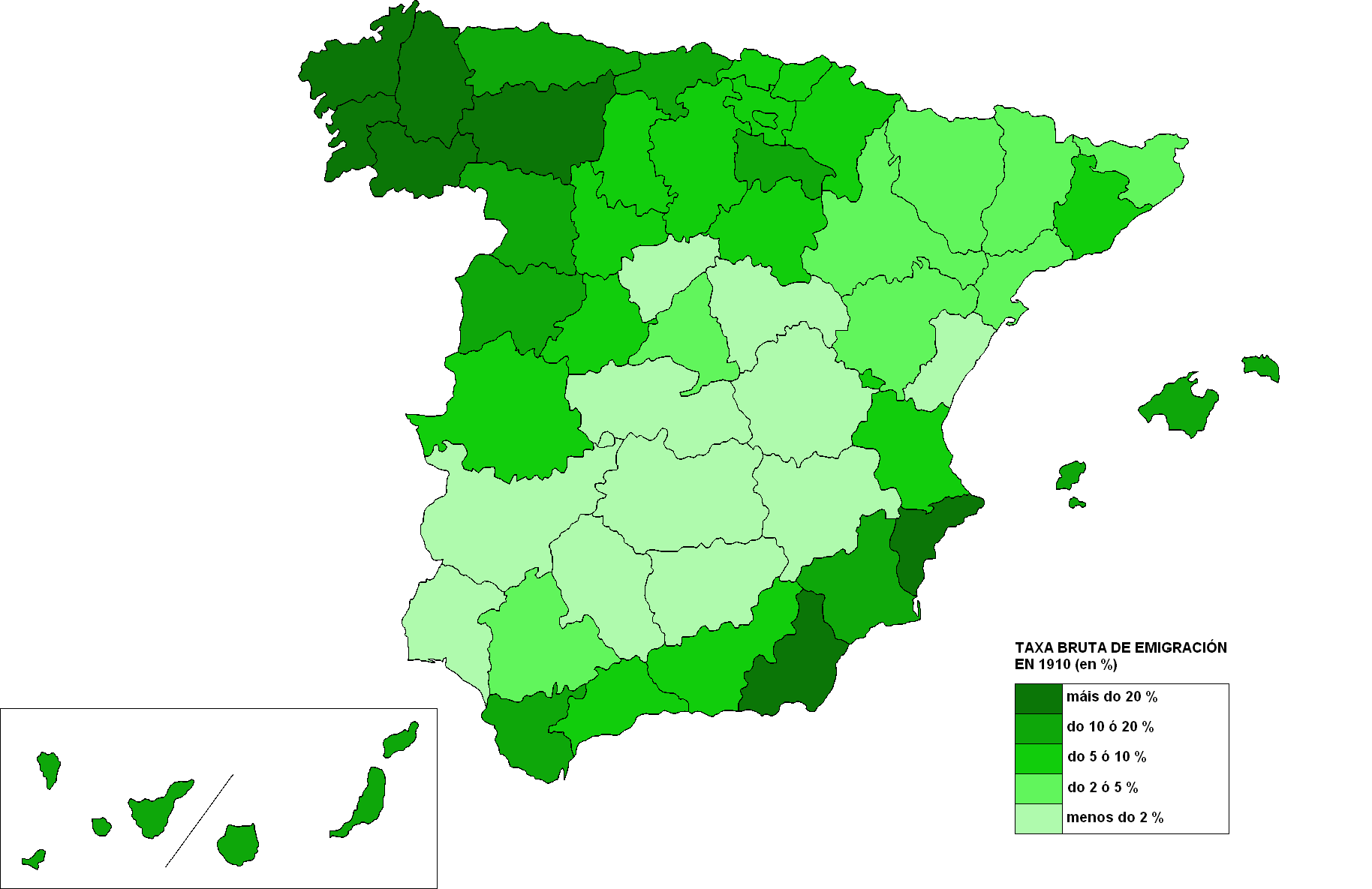
Auswanderungsraten in Spanien 1910

Das Lied entstand zwischen zwei großen Auswanderungswellen von Katalanen hauptsächlich nach Lateinamerika Ende des 19. Jahrhunderts. Diesen in der Regel von wirtschaftlicher Not getriebenen Emigranten widmete der Nationaldichter Jacint Verdaguer zu Beginn der 1890er Jahre ein Gedicht. Verdaguer selbst war als 28-Jähriger ab 1873 drei Jahre lang Bordseelsorger auf Auswandererschiffen zwischen Spanien und Amerika gewesen.

Jacint Verdaguer

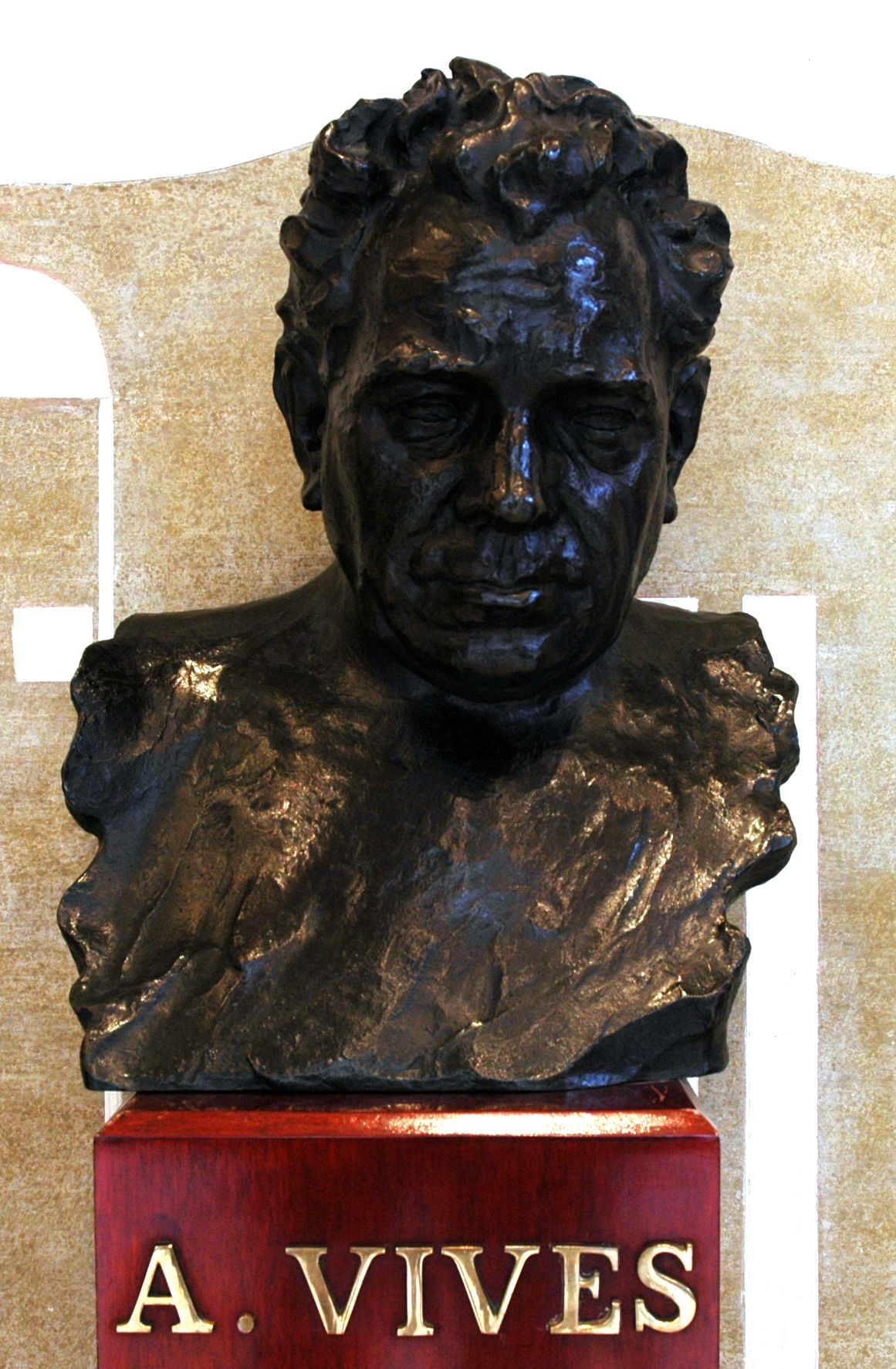
Büste von Amadeu Vives im Palau de la Música Catalana, dem Sitz des Orfeó Català

1893 wurde das Gedicht von dem damals 21-jährigen Amadeu Vives vertont, der bereits 1891 gemeinsam mit Lluís Millet i Pagès den Volkschor Orfeó Català gegründet und 1892 die heutige Nationalhymne Els Segadors für Chor arrangiert hatte.
Schon bald wurde das Lied mit seiner emotionalen ersten Strophe – Süßes Katalonien / Heimat meines Herzens / wenn es sich von dir entfernt / stirbt es vor Sehnsucht – so populär, dass es lange Zeit wie eine nationale Hymne behandelt wurde. 
Die starke Wirkung verdankt das Lied zwei Faktoren: Dem gravierenden Einschnitt, den die Emigration für den Einzelnen und für die ganze Gesellschaft immer darstellt, sowie der einzigartig einfachen und eingängigen Melodie von Amadeu Vives. Er war es auch, der 1926 das Gedicht La Balanguera von Joan Alcover vertonte. Seit 1996 ist das Lied die offizielle Hymne der Baleareninsel Mallorca.
Amadeu Vives starb 1932. Zwanzig Jahre später benutzte der katalanische Komponist Robert Gerhard – ebenfalls ein Emigrant – das Lied L’Emigrant als Grundlage für die Filmmusik zu „Die Verblendeten“ (Secret People) mit Audrey Hepburn.
Mit Beginn der 1960er Jahre setzte erneut eine Auswanderungswelle aus Katalonien (und aus ganz Spanien) ein. Diesmal waren es die Gastarbeiter, die überwiegend in das Wirtschaftswunder der Bundesrepublik Deutschland gerufen wurden. Obwohl die Entfernungen und die Verkehrsmittel nicht mit denen früherer Emigrationen vergleichbar waren, und das Abschiednehmen im Allgemeinen nicht mehr diesen endgültigen Charakter hatte, erhielt L’Emigrant eine so starke Bedeutung, dass es neben dem Virolai wie eine Nationalhymne Kataloniens behandelt wurde. Die 1937 beschlossene Hymne Els Segadors war unter Franco bis 1976 verboten.
L’Emigrant weckt noch heute so starke Emotionen, dass nahezu jeder bedeutende katalanische Künstler dieses Lied in sein Repertoire aufgenommen hat.

## Text
| Katalanisch | Deutsch |
| --- | --- |
| Refrain: Dolça Catalunya, pàtria del meu cor, quan de tu s’allunya d’enyorança es mor. Hermosa vall, bressol de ma infantesa, blanc Pirineu, marges i rius, ermita al cel suspesa, per sempre adéu! Arpes del bosc, pinsans i caderneres, cantau, cantau; jo dic plorant a boscos i riberes: adéu-siau! ¿On trobaré tos sanitosos climes, ton cel daurat?, mes ai, mes ai!, ¿on trobaré tes cimes, bell Montserrat? Enlloc veuré, ciutat de Barcelona, ta hermosa Seu, ni eixos turons, joiells de la corona que et posà Déu. Adéu, germans; adéu-siau, mon pare, no us veuré més! Oh, si al fossar on jau ma dolça mare jo el llit tingués! Oh mariners, el vent que me’n desterra, que em fa sofrir! Estic malalt, mes ai!, torneu-me a terra, que hi vull morir! | Refrain: Süßes Katalonien Heimat meines Herzens wenn es sich von dir entfernt stirbt es vor Sehnsucht Herrliches Tal, Wiege meiner Kindheit, weiße Pyrenäengipfel, Raine und Flüsse, Einsiedelei nah dem Himmel, lebt wohl für immer! Baumwipfel, Buchfinken und Stieglitze, singt, singt; ich rufe den Wäldern und Ufern weinend zu: Lebt wohl! Wo werde ich dein heilendes Klima finden, deinen goldenen Himmel? Und ach!, wo finde ich deine Gipfel, wunderschönes Montserrat? Nirgends werde ich sie sehen, Barcelona, deine herrliche Kathedrale, noch deine Hügel, die Juwelen der Krone, die Gott dir aufgesetzt hat. Lebt wohl, Brüder; Leb wohl, mein Vater, ich werde euch nie mehr sehen! Wenn am Grabe meiner liebevollen Mutter ich doch auch ein Lager hätte! Oh Seeleute, der Wind der mich fortträgt, er lässt mich leiden! Ich fühle mich so krank! Bringt mich an Land, dort möchte ich sterben! |